# Vlag van Wales
De vlag van Wales, bijgenaamd Y Ddraig Goch (Rode Draak), bestaat uit twee even hoge horizontale banen in wit (boven) en groen, met in het midden een rode draak. De vlag is sinds 1959 een officieel symbool van Wales.

## Symbool

### De draak
Er is geen exacte vorm van de draak vastgesteld, en er zijn verschillende interpretaties. De rode draak wordt al eeuwen met Wales geïdentificeerd. De oorsprong van de draak is onduidelijk en gekoppeld aan verschillende mythen. Een plausibele verklaring is dat de Romeinen het symbool in de vorm van drakenstandaarden naar het Britse eiland gebracht hebben. De oudst bekende bron van de Welshe draak is de Historia Britonum uit circa 830.

### Witte en groene baan
De groene en witte strepen zijn afkomstig van het wapenschild van het Welshe Huis Tudor, dat de Engelse troon beheerste van 1485 tot 1603.

## Geschiedenis
Hoewel het symbool van de rode draak misschien al duizend jaar ouder is, werd ze voor het eerst in 1807 op een vlag geplaatst als symbool voor Wales in zijn huidige vorm. In 1953 werd deze vlag gewijzigd en sinds 1959 is de huidige vlag in gebruik. De vlag wappert vanaf het gebouw van de Welsh Assembly in Cardiff, vanaf het Welsh Office in Whitehall en op allerlei andere plaatsen waar men verbondenheid met Wales wil uitdrukken.
Wales is het enige land van de landen die het Verenigd Koninkrijk vormen, waarvan de vlag niet is opgenomen in de Union Flag. Wales werd namelijk al in 1282 door koning Eduard I van Engeland geannexeerd en werd door de Laws in Wales Acts (1535–1542) beschouwd als onderdeel van Engeland. Sindsdien zijn er voorstellen gedaan om de draak in de Britse vlag op te nemen.

? Vlag van Wales (1807-1953)
? Vlag van Wales (1953-1959)
? Union Flag (voorstel)

## Vlag van St. David

Vlag van St. David

Sint David (Welsh: Dewi Sant) is de patroonheilige van Wales. De vlag die deze heilige symboliseert wordt door sommigen gebruikt als symbool voor Wales. Met name christelijke en nationalistische groeperingen gebruiken de vlag met een geel kruis op een zwart veld als alternatieve vlag voor de officiële vlag. Tijdens de jaarlijkse feestdag ter ere van St. David is deze vlag bij festiviteiten in Wales te zien.